# Fredspedagogik
Fredspedagogik, även kallad fredsfostran eller fredsundervisning, är ett pedagogiskt arbetssätt med en tydlig riktning mot en fredligare värld. Fredspedagogik används främst på grundskole- och gymnasienivå men kan även rikta sig till vuxna. Ämnesområdet är brett och kan omfatta kunskap, insikter och beteendeförändring från individnivå till frågor om internationella konflikter. Typiska ämnesområden på det individuella planet är mobbning, inkludering, rasism och nationalism. Typiska ämnesområden på det internationella planet är fred, fredssträvanden, mänskliga rättigheter och nedrustning. 
Internationellt används de engelska begreppen peace education pedagogy och peace education.
Historiskt sett har fredsundervisning varit ett viktigt inslag hos pedagoger som Johan Amos Comenius, Jean-Jacques Rousseau, Friedrich Fröbel och Maria Montessori. I Sverige verkade Fredrika Bremer för fredsundervisning. Efter andra världskriget verkade många av världens länder för fredsundervisning i skolan. Fredsundervisningen har fått legitimitet genom FN:s deklaration om de mänskliga rättigheterna och genom Unescos ”rekommendation rörande utbildning för internationell förståelse, samarbete och fred och undervisning om de mänskliga rättigheterna och grundläggande friheterna” (1974).
I Sverige utvecklas och används fredspedagogik bland annat av organisationen Fredens Hus sedan 2003. De använder fredspedagogik i det dagliga arbetet att nå ut till ungdomar, främst i skolor. En organisation som arbetat med fredspedagogik riktad till lärare är organisationen Lära för fred.